# Illibéralisme
Ne doit pas être confondu avec Antilibéralisme.
L'illibéralisme est le rejet des principes de la vision libérale (en particulier politique et/ou sociale).
Par antagonisme avec la notion de démocratie libérale, le terme est couramment décliné sous l'expression de « démocratie illibérale ». Selon le politologue Matthijs Bogaards, il s'agit d'« une situation démocratique où, néanmoins, l'indépendance de la justice est malmenée, et les citoyens ne bénéficient pas d'un traitement égalitaire face à la loi, ni de protections suffisantes face à l'État ou à des acteurs privés ». La notion de démocratie illibérale est déjugée par certains analystes qui mettent en cause son manque de consistance ou de pertinence.
Théorisé à partir des années 1990, le terme d'illibéralisme émerge dans les années 2010, en particulier pour désigner les orientations des gouvernements hongrois et polonais respectivement dirigés par les partis Fidesz et Droit et justice. Viktor Orbán, Premier ministre hongrois depuis 2010, se réclame de l'illibéralisme dans un discours prononcé en 2014 et apparaît comme son principal défenseur. Certains observateurs relèvent des développements similaires en Roumanie, en Europe centrale et du Sud, en France, aux États-Unis, en Inde et plus largement en Asie du Sud, en Israël, en Turquie et au Venezuela. Vladimir Poutine est également parfois rattaché à cette tendance. En France, diverses personnalités politiques sont accusées de suivre cette orientation, y compris conjuguée à la démocratie représentative et aussi au libéralisme économique voire à certaines libertés civiles et de mœurs.

## Genèse et théorisation

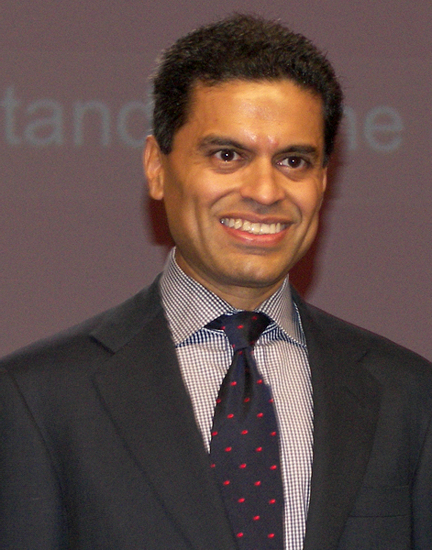
Fareed Zakaria introduit l'illibéralisme dans le débat politique et journalistique en 1997.

Le terme est utilisé dans les années 1990 par Étienne Balibar et Pierre Rosanvallon, dans le domaine philosophique. Ce dernier le définit comme « une culture politique qui disqualifie en son principe la vision libérale. Il ne s'agit donc pas seulement de stigmatiser ce qui constituerait des entorses commises aux droits des personnes, marquant un écart plus ou moins dissimulé entre une pratique et une norme proclamée. Le problème est plus profondément de comprendre une étrangeté constitutive. » Pierre Rosanvallon caractérise notamment la culture politique française comme illibérale « par sa vision moniste du social et du politique ; une de ses principales conséquences étant de conduire à une dissociation de l'impératif démocratique et du développement des libertés ». Il estime que le bonapartisme est « la quintessence » de cette culture politique : « C'est en effet en lui qu'ont prétendu fusionner le culte de l'État rationalisateur et la mise en scène d'un peuple-Un. Le bonapartisme est aussi pour cela la clef de compréhension de l'illibéralisme français. Il le radicalise, en effet, d'une certaine manière, en mettant brutalement à nu ses ressorts les plus profonds ».
Raymond Boudon utilise également le terme pour désigner « cette théorie latente, souvent présente à l'état semi-conscient, selon laquelle toute relation sociale conflictuelle serait un jeu à somme nulle. Ce prisme d'analyse, très couramment utilisé, ignore qu'une possible coopération se cache derrière tout conflit […]. »
Le terme est utilisé dans la littérature scientifique, notamment anglo-saxonne, s'intéressant aux transitions démocratiques dans les années 1990,. Il est précisé et introduit dans le débat politique et journalistique en 1997 par Fareed Zakaria qui définit la « démocratie illibérale » comme « une démocratie sans libéralisme constitutionnel qui produit des régimes centralisés, l'érosion de la liberté, des compétitions ethniques, des conflits et la guerre ». Soulignant que la démocratie et le libéralisme politique ont souvent existé l'un sans l'autre, il relève alors que « des régimes démocratiquement élus, qui ont souvent été réélus ou réaffirmés à travers des référendums, ignorent de façon routinière les limites constitutionnelles de leur pouvoir et privent leurs citoyens des droits et libertés fondamentales ». Selon son décompte, « parmi les pays qui se trouvent à mi-chemin entre la dictature avérée et la démocratie consolidée, 50 % font mieux en matière de libertés politiques qu'en matière de libertés civiles », ce qui l'amène à affirmer que « la moitié des pays en voie de démocratisation dans le monde sont aujourd'hui des démocraties illibérales ». En contrepoint du propos développé par Francis Fukuyama dans La Fin de l'histoire et le Dernier Homme (1992), il considère que « les démocraties libérales occidentales pourraient s'avérer ne pas être le terminus de l'itinéraire démocratique, mais seulement une sortie parmi plusieurs autres possibles ». Il recommande aux décideurs occidentaux et surtout américains d'abandonner les préoccupations sur l'ingénierie électorale de ces pays au profit de la défense et la promotion du modèle d'État de droit, propice selon lui au développement d'une démocratie de qualité, estimant que « l'introduction de la démocratie dans des sociétés divisées » peut au contraire contribuer « au nationalisme, au conflit ethnique ou même à la guerre ».
Marlène Laruelle, professeure à l'université George-Washington (Washington, DC), où elle dirige le programme d'études de l'illibéralisme, le décrit comme un « univers idéologique de droite qui estime que le libéralisme, entendu comme un projet politique centré sur la liberté individuelle et les droits humains, est allé trop loin. Ce rejet s'accompagne de positions politiques plus ou moins clairement établies, s'appuyant généralement sur le souverainisme et la défense de la majorité contre les minorités. La nation est conçue de façon homogène et les hiérarchies traditionnelles célébrées ».
Selon le résumé qu'en fait Fabien Escalona, le politiste Matthijs Bogaards définit la démocratie illibérale comme « une situation démocratique où, néanmoins, l'indépendance de la justice est malmenée, et les citoyens ne bénéficient pas d'un traitement égalitaire face à la loi, ni de protections suffisantes face à l'État ou à des acteurs privés. Discriminations, corruption et népotisme non réprimés en sont les traductions concrètes ». Matthijs Bogaards situe la démocratie illibérale au sein d'un type de régime plus large, désigné sous le terme de « démocratie défectueuse » qui comprend également les démocraties « fermées » (« lorsque les lois électorales et les conditions de campagne désavantagent l'opposition et empêchent les citoyens de participer à la vie politique ») ; les démocraties « délégatives » (« lorsque le contrôle de l'activité gouvernementale devient impossible à exercer par les juges, le Parlement ou les citoyens ») ; et les démocraties « avec domaines réservés » (« lorsque des pans de l'action publique sont soustraits à la délibération et à l'activité législative »).
Le politologue Thierry Chopin présente quant à lui la démocratie illibérale comme « un écran de fumée masquant l'évolution vers un « autoritarisme majoritaire », dont les caractéristiques sont de plus en plus claires : volonté de la part des dirigeants autoritaires de se soustraire à la remise en cause de leur pouvoir ; contrôle étroit de la vie politique en réduisant l'incertitude de la compétition électorale ; affaiblissement des contre-pouvoirs afin de mieux contrôler l'appareil d'État ; intervention dans les médias ; réduction des libertés universitaires ». Il estime que « le national-populisme illibéral est en réalité un autoritarisme qui se caractérise fondamentalement par un « anti-pluralisme ». En effet, la critique populiste des élites s'accompagne systématiquement de la prétention à détenir le monopole de l'expression de la volonté du « vrai » peuple ; or, la liberté des citoyens consiste à ne pas être pris en otage avant qu'ils se soient exprimés et la démocratie suppose le pluralisme au cœur du libéralisme politique ».
Le politologue Zsolt Enyedi invite à distinguer les pays illibéraux des pays antilibéraux :
- D'une part, il définit l'illibéralisme comme « une forme de gouvernement dépourvue des caractéristiques du constitutionnalisme », ce qui correspond au concept défini par Fareed Zakaria, « si ce n'est que seule une petite partie des régimes illibéraux se révèle être démocratique au sens où ils organisent des élections libres et équitables ». Selon lui, le dirigeant d'un pays illibéral « aspire à être le père de la nation » ; son discours politique « se concentre sur des concepts tels que l'harmonie et la spiritualité », et il tend à « préconiser le multilatéralisme dans les affaires internationales ».
- D'autre part, il définit les régimes antilibéraux comme étant « généralement plus libres et plus démocratiques », dont le cadre institutionnel « contient des éléments importants du constitutionnalisme », mais qui sont « plus polarisés que les systèmes illibéraux ». Il ajoute que « leurs dirigeants utilisent un langage combatif à la fois contre l'opposition interne et les acteurs supranationaux comme l'Union européenne », et que « leur propagande s'appuie sur une idéologie qui définit explicitement le libéralisme moderne comme un ennemi ».

En ce sens, il présente Islam Karimov et Xi Jinping comme des dirigeants illibéraux, et Viktor Orbán, Jair Bolsonaro et Donald Trump comme des dirigeants antilibéraux.

## Émergence dans les années 2010

### Europe centrale et orientale

#### Discours de Viktor Orbán

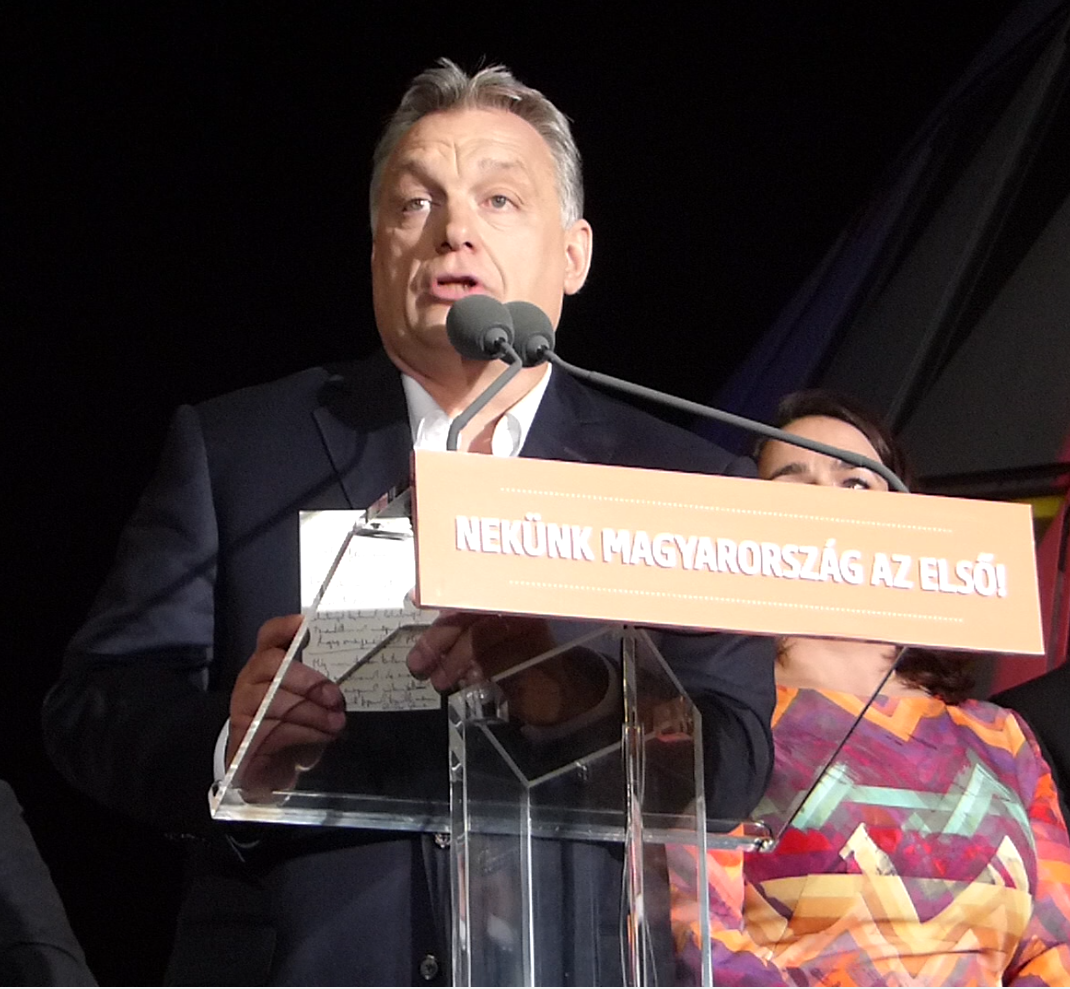
Viktor Orbán se réclame de l'illibéralisme dans un discours prononcé en 2014 (ici, lors de son discours de victoire en 2018).

En 2014, lors d'une université d'été à Băile Tușnad, Viktor Orbán, Premier ministre hongrois depuis 2010, affirme dans un discours vouloir construire « un État illibéral, un État non libéral. Il ne nie pas les valeurs fondamentales du libéralisme comme la liberté, etc. Mais il ne fait pas de cette idéologie un élément central de l'organisation de l'Etat. Il applique une approche spécifique et nationale ». Il appelle à « comprendre des systèmes qui ne sont pas occidentaux, qui ne sont pas libéraux, qui ne sont pas des démocraties libérales, peut-être même pas des démocraties. Et qui pourtant font le succès de certaines nations », citant Singapour, la Chine, l'Inde, la Turquie et la Russie,,. Si Viktor Orbán applique ce qu'il énonce dans ce discours depuis son arrivée au pouvoir en 2010, « la formule a l'avantage de faire rentrer cette politique dans un cadre théorique ».
L'universitaire Didier Mineur souligne le caractère « inédit » du fait qu'un homme politique « revendique explicitement » le concept de démocratie illibérale, « et s'en fasse même le théoricien ». Son confrère Raphaël Demias-Morisset indique que l'appropriation positive du terme par Viktor Orbán « a fait de ce concept un véritable référent politique, tant sur le plan national qu'international », et qu'il « a donc pour particularité de convenir autant à ses opposants qu'à ses partisans, ce qui peut sembler paradoxal puisqu'il s'agit à l'origine d'un terme critique et disqualifiant ».
L'universitaire Oana Andreea Macovei résume ainsi l'orientation du discours de Viktor Orbán, qu'elle considère comme « la source privilégiée pour esquisser les contours de l'illibéralisme » : « En tant qu'objectif pour répondre à un besoin de compétitivité économique à l'échelle internationale, l'État illibéral présente un nouveau pivot identitaire, la Nation, dont la protection des intérêts justifierait une limitation, voire un détachement par exemple des libertés fondamentales ou de l'État de droit ». Didier Mineur relève que Viktor Orbán présente la démocratie illibérale « comme une autre forme de démocratie, ou plus exactement comme la « vraie » démocratie : la démocratie libérale est taxée de n'être qu'une oligarchie aux mains de technocrates animés par une idéologie mondialiste et multiculturaliste, tandis que la « démocratie illibérale » serait soutenue par le peuple réel, celui des laissés-pour-compte de la mondialisation attachés à leurs traditions et à leurs cultures. Au contraire de la démocratie libérale, où l'expression de la volonté populaire est encadrée par les garde-fous de l'État de droit, et où elle peut le cas échéant être contredite par des juges constitutionnels qui ne sont pas élus, la démocratie illibérale prétend lui donner libre cours et œuvre à s'affranchir des entraves de l'État de droit ».
Viktor Orbán s'inspire du sociologue hongrois Gyula Tellér (hu) — « un homme qui, comme lui, est passé d'une pensée libérale à une pensée conservatrice au cours des années 1990, et qui deviendra, à partir de 1998, l'un de ses principaux conseillers » —, et en particulier de sa « critique du libéralisme en Europe centrale à partir d'une perspective communautariste », selon laquelle « dans cette région, le système politique ne doit pas reposer sur la notion de liberté, mais sur les valeurs morales de la communauté ». On retrouve certains éléments du discours de Viktor Orbán à l'identique dans un texte publié par Gyula Tellér quatre mois plus tôt et envoyé à l'ensemble des députés du Fidesz, le parti de Viktor Orbán. La journaliste Amélie Poinssot souligne qu'en Hongrie, la notion de démocratie illibérale repose sur « une double opposition » : d'une part, le rejet, « très populaire dans la société hongroise », des « "libéraux", autrement dit la gauche qui était au pouvoir entre 1994 et 1998, puis entre 2002 et 2010, et est considérée par beaucoup comme corrompue et responsable des cures d'austérité imposées au pays » ; et d'autre part, le rejet « des valeurs promues par les sociétés occidentales » : « éclatement du modèle traditionnel de la famille, sécularisation, immigration, mondialisation… ».
Selon l'universitaire Jean-Paul Jacqué, la théorie développée par Viktor Orbán est « proche de la doctrine de Poutine de la verticale du pouvoir » et « n'est pas sans rapport avec les thèses de Carl Schmitt sur la primauté du politique par rapport à l'État de droit et aux droits fondamentaux. La souveraineté s'exprime dans la nation qui est la valeur suprême ce qui explique l'instauration pour la presse en 2011 d'un délit d'atteinte à l'intérêt public. […] Il ne s'agit pas (de) supprimer les libertés fondamentales, mais de les soumettre à l'intérêt de la Nation seule juge du bien commun ».
Dans un nouveau discours prononcé au début de son nouveau mandat, lors de l'université d'été de Băile Tușnad de juillet 2018, Viktor Orbán promeut cette fois le concept de « démocratie chrétienne à l'ancienne » et déclare que « l'ère de la démocratie libérale touche à sa fin », estimant qu'« elle ne parvient pas à protéger la dignité humaine, est incapable d'offrir la liberté, ne peut pas garantir la sécurité et ne peut plus maintenir la culture chrétienne »,,. Selon l'universitaire Didier Mineur, ce discours « constitue sans doute l'exposé doctrinal le plus complet de sa conception de la « démocratie illibérale » » : Viktor Orbán y présente la « démocratie chrétienne » comme « un modèle de la vie bonne », dont les valeurs ne sont « pas laissées au choix de l'individu, mais érigées au rang de valeurs communes » : sa critique « porte davantage contre la philosophie libérale que contre les démocraties libérales existantes », et sa pensée politique « s'apparente ainsi à la pensée conservatrice ou romantique, pour laquelle le moi, qu'il soit individuel ou collectif, découvre ce qu'il est plutôt qu'il ne se construit ». Ce discours présente également certaines des valeurs promues par les démocraties libérales, telles que l'égalité des droits entre les femmes et les hommes, comme parties intégrantes de la civilisation chrétienne, conduisant Didier Mineur à considérer que « l'illibéralisme d'Orban ne consiste pas tant à détruire ou dénier les libertés qu'à les considérer comme un élément de la culture et de l'identité traditionnelles, soit dans le langage d'Orbán, « chrétiennes » ». Avec la défense de ce nouveau concept de démocratie chrétienne, Le Courrier d'Europe centrale s'interroge sur une possible « reculade par rapport à l'« illibéralisme » qu'il a porté depuis 2014 », et qui a « permis à ce dirigeant d'un pays de dix millions d'habitants d'acquérir une renommée mondiale ».
Dans un discours prononcé en 2019, Viktor Orbán présente l'illibéralisme comme une démocratie reposant sur l'État-nation et les valeurs chrétiennes, et lui affilie Robert Schuman, Winston Churchill et la Charte de l'Atlantique. Il évoque la notion de « liberté chrétienne » comme un substitut à l'illibéralisme, dont le sens serait plus positif.

#### Développements dans l'exercice du pouvoir en Hongrie et en Pologne

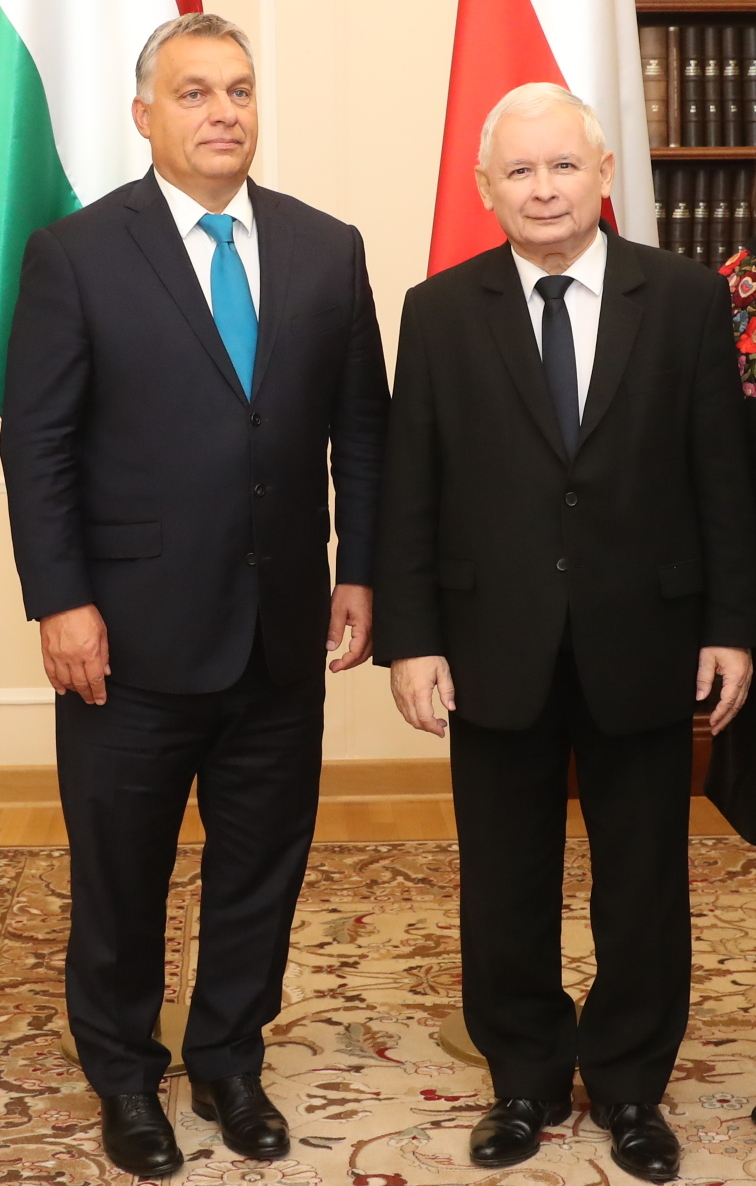
Viktor Orbán (à gauche) et Jarosław Kaczyński (à droite), président de Droit et justice, en 2017.

Lors des élections polonaises de 2015, le parti Droit et justice (PiS) adopte comme slogan « Budapest à Varsovie » ; après sa victoire, la Pologne prend la Hongrie comme modèle et les deux pays affichent leur solidarité. Depuis, la Pologne est caractérisée comme illibérale et proche de l'orientation hongroise,,. Ce sont les deux pays les plus souvent donnés en exemple de l'illibéralisme.
Selon Jacques Rupnik, « la régression démocratique » observée en Europe centrale et orientale « combine deux caractéristiques : premièrement, une rupture avec l'État de droit comme fondement de la démocratie libérale ; deuxièmement, la montée du nationalisme comme première source de légitimation politique, entre souverainisme et crispation identitaire ». Oana Andreea Macovei souligne qu'en Hongrie et en Pologne, qui « constituent les exemples les plus avancés de modification structurelle en cours de leur régime politique », l'illibéralisme dépasse le stade du discours pour atteindre « l'ordonnancement constitutionnel » : « Par un véritable modus operandi, le système constitutionnel subit des tentatives de modification au niveau de l'équilibre des pouvoirs, de l'encadrement du pouvoir judiciaire et de l'extension du contrôle politique, y compris dans la société civile. Le modèle libéral est ainsi non seulement altéré de l'intérieur, mais la restructuration constitutionnelle de ses valeurs, agit également au niveau supranational et conduit à une incompatibilité avec les exigences statutaires imposées à l'État, en tant que membre de l'Union ». En Hongrie, Viktor Orbán s'emploie depuis son arrivée au pouvoir à réduire l'indépendance des médias, s'assure de la docilité de la Cour constitutionnelle, fait procéder à la rédaction d'une nouvelle constitution et à l'adoption de plus de 600 lois nouvelles. En Pologne, le gouvernement dirigé par le PiS modifie les règles de nomination des juges constitutionnels, les médias font l'objet d'une vaste épuration, et l'administration de l'État est contrôlée par le parti au pouvoir. Un fort mouvement de contestation émerge en réponse au tournant nationaliste illibéral faisant suite à l'accession au pouvoir du PiS, à travers notamment le Comité de défense de la démocratie.
Jacques Rupnik estime en 2017 que la Pologne et la Hongrie « ne relèvent pas (encore ?) d'autocraties sur le modèle de Poutine ou d'Erdogan. Ce sont des régimes hybrides où la dérive autoritaire et la concentration des pouvoirs faussent la compétition politique : des « États non libéraux », selon Orbán, dans lesquels on considère que les freins et contrepoids du pouvoir ne font que limiter la souveraineté du peuple ». Grzegorz Ekiert (en), professeur à Harvard, considère que « dans les deux pays, un système institutionnel autoritaire a été mis en place, accordant un pouvoir sans aucune restriction au parti au gouvernement. Bien que ces pays ne soient pas des dictatures, l'éventualité qu'ils deviennent des régimes autoritaires s'accroît considérablement avec chaque nouveau texte de loi qui vise à élargir le pouvoir du gouvernement. Il n'existe plus aucune garantie que les prochaines élections seront libres et équitables ».
S'il relève en 2018 qu'« il n'y a pas de consensus académique sur la caractérisation du régime contemporain hongrois », l'universitaire Matthijs Bogaards relève qu'« illibéral » est l'adjectif le plus communément attaché au terme de « démocratie » lorsque celui-ci est utilisé. Selon lui, « alors que les démocraties défectueuses décrites jusque-là dans la littérature scientifique avaient un profil bien déterminé, la Hongrie combine des caractéristiques d'une démocratie à la fois fermée, délégative, illibérale et limitée par des domaines réservés, ce qui en fait une démocratie “défectueuse de manière diffuse” »,.
En 2022, le Parlement européen adopte un rapport estimant que la Hongrie de Viktor Orbán n'est plus une véritable démocratie mais un « régime hybride d'autocratie électorale » : l'eurodéputée Gwendoline Delbos-Corfield, qui présente le rapport, évoque à l'appui « les restrictions des droits parlementaires », l'espionnage des journalistes, la mainmise gouvernementale sur les universités, la « loi infamante » contre les personnes LGBT+ « qui ressemble aux lois poutiniennes », mais aussi le durcissement des conditions d'avortement.
L'Union européenne est naturellement prise pour cible par les gouvernements hongrois et polonais, « tant parce que cela permet d'affirmer la suprématie de la souveraineté nationale, donc aussi populaire, que parce que l'Union européenne requiert de ses membres qu'ils satisfassent des exigences en matière de séparation des pouvoirs et de liberté des médias dont précisément ils cherchent à s'affranchir ». Alors que celle-ci tarde à répondre à l'évolution de la Hongrie, elle réagit rapidement aux lois illibérales polonaises concernant le Tribunal constitutionnel et l'indépendance des médias. En 2022, la Commission européenne annonce le déclenchement contre la Hongrie d'une procédure inédite qui permet de suspendre le versement de fonds européens en cas de violations de l'État de droit.

#### Développements en Roumanie

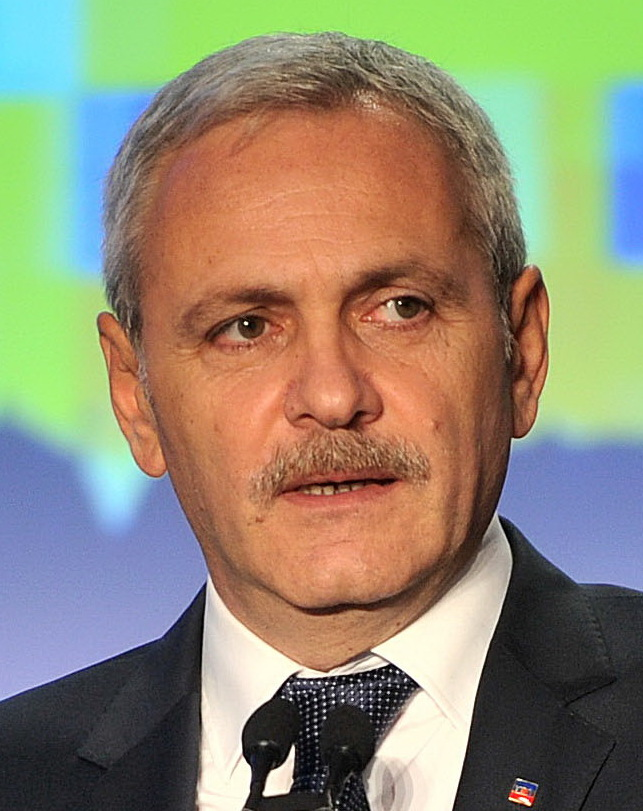
Selon différents observateurs, la Roumanie dirigée par le Parti social-démocrate de Liviu Dragnea emprunte la voie illibérale.

Pour le politologue Cristian Pîrvulescu, les mouvements de protestation que connaît la Roumanie au début de l'année 2017 répondent à une dérive illibérale du régime. Les organisations de défense des droits de l'homme craignent que le référendum constitutionnel roumain de 2018, qui vise à rendre inconstitutionnelle une légalisation du mariage homosexuel, n'engage la Roumanie sur une voie illibérale commune à la Hongrie et à la Pologne. Alors que la Roumanie prend la présidence du Conseil de l'Union européenne en 2019 et doit notamment, à ce titre, décider si elle inscrit à l'ordre du jour du Conseil la procédure de sanction européenne contre la Pologne et la Hongrie pour leurs atteintes à l'indépendance de la justice, Le Monde estime que le pays est « en pleine dérive illibérale », « dans un climat de défiance inédit avec Bruxelles » après « les assauts répétés du Parti social-démocrate, et particulièrement de son leader, Liviu Dragnea, contre le système judiciaire local ». Certains observateurs considèrent alors que la Roumanie constitue une « vitrine » de l'illibéralisme en Europe,.
En avril 2019, Frans Timmermans, premier vice-président de la Commission européenne, annonce l'ouverture d'une procédure contre la Roumanie concernant un projet de réforme du système judiciaire qui réduirait notamment les délais de prescription pour de nombreux délits, et s'appliquerait entre autres à Liviu Dragnea.

#### Développements en Europe centrale et du Sud
Selon une orientation proche de ses voisins hongrois et polonais, la Slovaquie dirigée par le parti de Robert Fico s'illustre par son opposition virulente au projet de la Commission européenne d'accueil des migrants selon des quotas par pays, tandis que la Croatie, dirigée depuis 2016 par l'Union démocratique croate, met à mal l'indépendance des médias. Après les élections législatives slovènes de 2018, Slate considère que « la victoire à la Pyrrhus du conservateur slovène Janez Janša, soutenu par Budapest, marque un premier coup d'arrêt à la politique « illibérale » adoubée de Rome à Bratislava ».
En juillet 2018, Dominique Moïsi estime que « le modèle illibéral […] poursuit sa métastase en Europe » avec « la coalition gouvernementale italienne Ligue-5 Etoiles » et « la brutalité verbale de Matteo Salvini », ministre de l'Intérieur. En octobre 2018, Olivier Tosseri, journaliste aux Échos, évoque « l'inexorable dérive de l'Italie vers « l'illibéralisme », bien qu'« à ce jour, aucune mesure restrictive des libertés fondamentales n'[ait] été adoptée ». Lors de l'éclatement de la coalition Ligue-Mouvement 5 étoiles, Matteo Salvini déclare qu'il « demande aux Italiens les pleins pouvoirs » : Lorenzo Castellani, politologue de l'université Luiss, estime alors que la tentation d'une voie illibérale est présente chez lui tout en soulignant que « tous les leaders italiens ont essayé d'incarner la figure du décisionnaire, parce qu'il est très difficile de contrôler et de changer l'Italie ».
Certains universitaires estiment que la Grèce connait elle aussi un glissement vers l'illibéralisme sous le gouvernement du Premier ministre Kyriákos Mitsotákis, au pouvoir à partir de 2019. L'affaire des écoutes téléphoniques a montré que des personnalités de l'opposition et des journalistes étaient illégalement espionnés par les autorités. Dans le classement 2022 de Reporters sans frontières (RSF) sur la liberté de la presse, la Grèce arrive à la 107e place sur 180 pays, soit un recul de plus de 40 places depuis l'entrée en fonction de Kyriákos Mitsotákis. Des mesures sont par ailleurs prises pour restreindre le droit de manifester et de se rassembler. La politique migratoire connait un fort durcissement, avec une intensification des contrôles aux frontières, le durcissement des conditions d'obtention du droit d'asile, la criminalisation des humanitaires et la construction de camps fermés sur les îles proches de la Turquie.

### États-Unis
En 2016, après la victoire de Donald Trump lors de l'élection présidentielle américaine, Fareed Zakaria se dit inquiet de la possible « montée de la démocratie illibérale aux États-Unis ». Pour Hatem Mrad, « Donald Trump rentre bien dans la sphère de l'illibéralisme ». Viktor Orbán salue son élection en déclarant : « La non-démocratie libérale, c'est terminé ».
En 2022, Marc-Olivier Behrer fait état dans Le Monde de la « mue illibérale » de la droite intellectuelle américaine, à travers le fait qu'« une nébuleuse de penseurs américains catholiques prône un renversement du libéralisme politique pour en finir avec l'avortement, les questions de genre, le wokisme… qu'ils lient à la démocratie libérale ».

### France

#### Autour de la présidence d'Emmanuel Macron

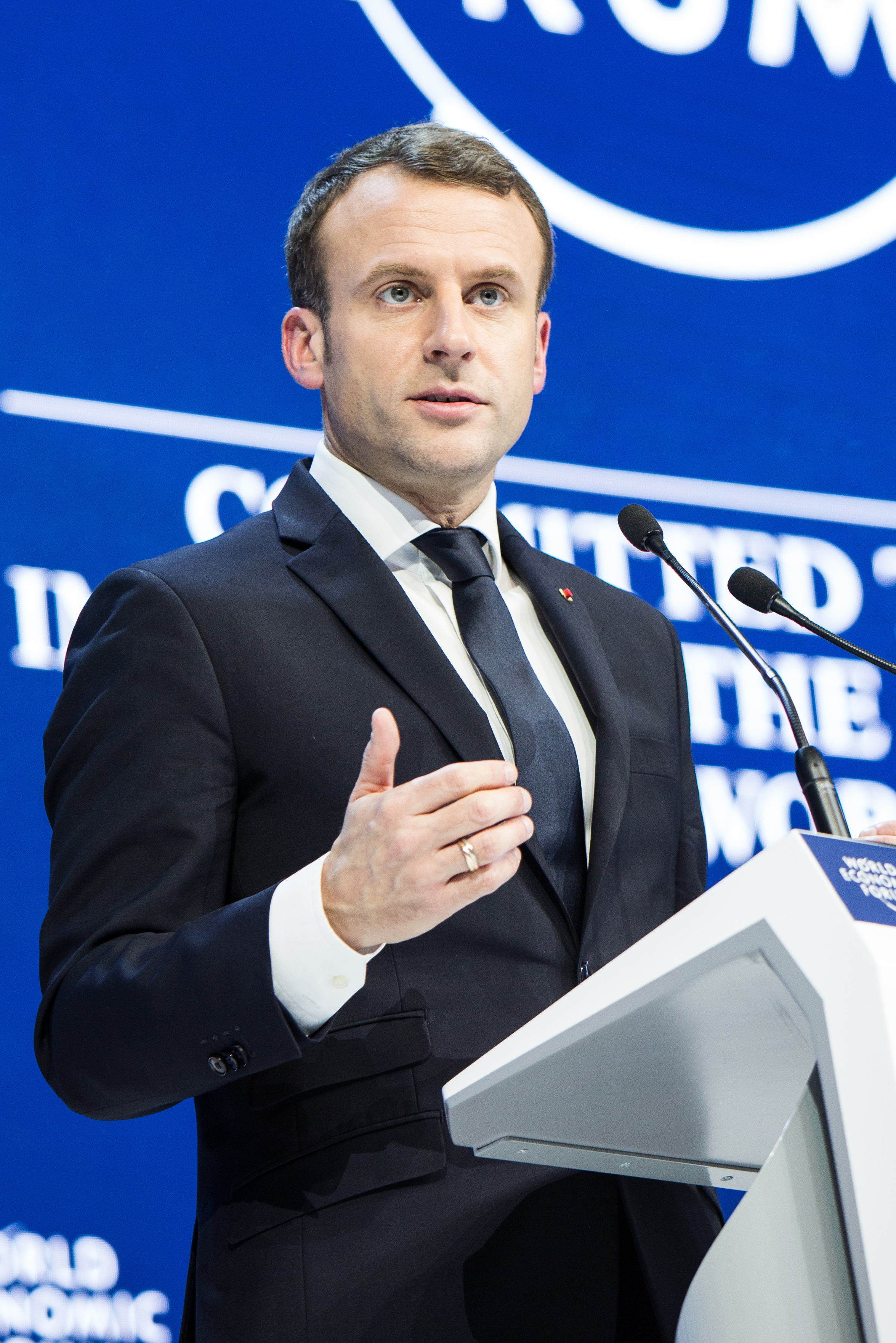
Tandis qu'il répand le terme dans le débat public français en évoquant le contexte européen, Emmanuel Macron est parfois accusé de suivre la pente illibérale en France.

Dans ses vœux à la presse du 4 janvier 2018, Emmanuel Macron consacre une partie de son discours à souligner le clivage qui s'installe, selon lui, au sein de l'Union européenne, entre les démocraties libérales et illibérales. Il vise ainsi la Pologne et la Hongrie, mais aussi l'Autriche qui a plus récemment porté à sa tête une coalition conservatrice incluant le Parti de la liberté d'Autriche, généralement classé à l'extrême droite par les commentateurs politiques,. Son usage par le président de la République répand le terme dans le débat public français, alors qu'il était absent des discours politiques jusqu'alors. L'Humanité accuse alors Emmanuel Macron de chercher ainsi à « discréditer toute alternative au libéralisme économique, sur lequel est savamment entretenue la confusion avec le libéralisme politique. Et ainsi distiller dans les esprits que tout projet politique « postlibéral » du point de vue économique serait suspect, forcément antidémocratique et autoritaire ». En 2021, à l'issue d'un sommet européen où la nouvelle loi hongroise contre la « promotion de l'homosexualité auprès des mineurs » a provoqué un vif débat, Emmanuel Macron appelle à contrer « la montée de l'illibéralisme » en Europe et évoque « un problème plus profond » que le seul cas de Viktor Orbán, constatant « une division Est-Ouest » sur la question des valeurs européennes.
En 2018, Dominique Moïsi estime quant à lui qu'« en dépit de l'affaire Benalla, Emmanuel Macron reste incontestablement le seul et, surtout, le meilleur pour faire échec à la vague illibérale. Mais il sait que l'alliance avec l'Allemagne, si elle est la condition nécessaire, n'est plus la condition suffisante à la réussite de l'entreprise. »
Pourtant, dès le début de son premier mandat, Emmanuel Macron est accusé d'illibéralisme, en contradiction avec l'image d'homme politique libéral avec laquelle il a percé. En septembre 2017, Éric Fassin affirme dans une tribune pour Libération qu'Emmanuel Macron est « un candidat néolibéral devenu président illibéral », estimant qu'il « revendique haut et fort un pouvoir personnel dont les parlementaires seraient les simples exécutants » comme en témoignerait la réforme du code du travail par ordonnances. Réagissant, en juin 2019, à l'annonce, démentie ensuite, de la création d'un conseil de l'ordre des journalistes, les universitaires Arnaud Benedetti et Virginie Martin estiment que « le macronisme laisse au fur et à mesure de son développement politique entrevoir une pente intrinsèquement illibérale » à travers sa « méfiance non seulement à l'encontre des médias, mais plus largement une méconnaissance des caractéristiques du fonctionnement d'un espace public indépendant, pluraliste et contradictoire. »
En 2023, à la suite de plusieurs mouvements sociaux contestant la politique d'Emmanuel Macron (mouvement des Gilets jaunes et mouvement social contre la réforme des retraites), Emmanuel Macron est de nouveau accusé d'illibéralisme : selon Thomas Legrand, aux yeux de la presse internationale, il « incarne désormais une dérive autoritaire du pouvoir au pays des Lumières. » La juriste Eugénie Mérieau estime qu'au regard des restrictions à la liberté de manifester, de la proximité de la justice avec l'exécutif, de la rhétorique de « l'ennemi intérieur » et de multiples rappels à l'ordre par l'Europe ou l'ONU, le système français peut désormais être qualifié d'illibéral au regard des grands principes définissant ce modèle.
Dans une tribune, un collectif d'universitaires demande à Emmanuel Macron de condamner publiquement les propos du ministre de l'Intérieur Gérald Darmanin mettant en doute la légitimité de la Ligue des droits de l'homme à recevoir des subventions : ce collectif met en garde contre le fait que « tolérer cette attaque » revient à « donner le signal d'une bascule de notre Nation dans une dynamique ouvertement illibérale. » Jean-François Bayart, politologue spécialiste des régimes autoritaires, estime dans le même temps que « la France est bel et bien en train de rejoindre le camp des démocraties « illibérales » » et que la politique d'Emmanuel Macron « est celle de Viktor Orbán : appliquer le programme de l'extrême droite pour éviter son accession au pouvoir ».

#### Autres personnalités
En juin 2018, Alain Duhamel présente Laurent Wauquiez comme « l'illibéral à la française » et le compare à Viktor Orbán, au regard du nouveau tract des Républicains, intitulé « Pour que la France reste la France ». En septembre 2018, Gérard Grunberg estime que, si Laurent Wauquiez « n'a pas indiqué quel aurait été son vote » au Parlement européen concernant la résolution en faveur de l'activation de l'article 7 du traité sur l'Union européenne contre la Hongrie, « ses déclarations permettent de penser qu'il aurait voté contre la résolution, comme l'a fait Franck Proust », et que « la démocratie « illibérale » et chrétienne prônée par Orbán semble [lui] convenir ».
Au regard de ses programmes présidentiels de 2017 et 2022, les universitaires Jean-Yves Camus et Sylvain Kahn estiment que l'arrivée au pouvoir de Marine Le Pen ferait de la France une démocratie illibérale proche de la Hongrie : selon Sylvain Kahn, « c'est ainsi que se comprennent les promesses de Marine Le Pen de contourner l'Assemblée nationale, le Sénat et le Conseil constitutionnel par le référendum. À travers cette pratique plébiscitaire, la candidate du Rassemblement national mobilise au profit de l'illibéralisme une tradition française connue : le bonapartisme, notamment celui de Louis-Napoléon élu président en 1848 »,.
L'éditorialiste Éric Zemmour estime que « le concept d'« illibéralisme » développé par Viktor Orbán peut devenir la chance de la droite française si elle sait s'en saisir », et qu'il « n'est en rien le contraire du libéralisme, encore moins de l'économie de marché ». L'historien Nicolas Lebourg le rapproche de ce courant lors de sa campagne présidentielle de 2022, au regard de sa volonté d'en finir avec ce qui serait le carcan des « Conseil constitutionnel, Conseil d'État, Cour de cassation, Cour de justice européenne et Cour européenne des droits de l'homme – qui se considèrent comme autant de cours suprêmes à l'américaine et corsètent au nom des droits de l'homme la liberté d'action des gouvernements ».
A l'automne 2018, après ses réactions aux perquisitions menées à son domicile et dans les locaux de La France insoumise, Jean-Luc Mélenchon est accusé par Gilles Savary d'être doté d'un « surmoi illibéral ». Le commissaire européen Pierre Moscovici estime qu'« il se comporte comme tous ces populistes dans les démocraties illibérales, c'est-à-dire qu'il pense qu'on arrive au pouvoir par les urnes, mais qu'ensuite il va combattre les libertés. Ce qu'il a fait sur la presse, ce qu'il a fait sur la justice, c'est pas très différent de ce qui se passe avec Orbán et Kaszynski ».

#### Analyse de l'opinion
En mars 2020, le politologue Luc Rouban estime, au regard de la vague 11 du Baromètre de la confiance politique réalisée par le Centre de recherches politiques de Sciences Po, que la France n'est « pas à l'abri d'une « démocratie illibérale » c'est-à-dire d'une démocratie ayant trois caractéristiques : un pouvoir central fort aux mains d'un dirigeant plutôt qu'un processus de « gouvernance » et d'interactions entre divers partenaires ; une application systématique du programme majoritaire sans tenir compte des demandes des minorités ou des oppositions, ce qui peut parfois conduire à restreindre l'État de droit ; la recherche du soutien des classes populaires et une critique des élites en place, soit une forme rénovée de populisme qui s'appuie sur le bon sens contre la science ».

### Inde, Bangladesh et Sri Lanka
Couramment qualifiée de « plus grande démocratie du monde », l'Inde dirigée par Narendra Modi, nationaliste hindou, est parfois présentée comme illibérale ou en passe de le devenir,,. Après le retour au pouvoir des frères Mahinda et Gotabaya Rajapaksa au Sri Lanka en 2019, le journaliste James Crabtree (en) perçoit une « montée de la démocratie illibérale en Asie du Sud, le Sri Lanka rejoignant l'Inde et le Bangladesh en particulier pour soutenir des dirigeants nationalistes forts ne se souciant guère des subtilités d'un régime constitutionnel ». Identifiant la sécurité et le désir de stabilité comme les principales causes de cette tendance, il estime que « les électeurs se sont tournés vers les dirigeants illibéraux, en grande partie parce que les libéraux ont largement échoué ».

### Israël
Dès 2018, des observateurs tels que Dominique Moïsi et Alexis Lacroix considèrent que Benyamin Netanyahou, Premier ministre d'Israël, emprunte la voie illibérale ; ils relèvent à cet égard sa proximité avec Viktor Orbán et Donald Trump,. Dans un ouvrage publié en 2021, le politologue Samy Cohen considère que le pays court le risque d'une mue autoritaire, peu spectaculaire mais irrépressible. Il qualifie la démocratie israélienne de « semi-libérale », notamment parce que les religieux choisissent de favoriser le caractère juif de l'État plutôt que son ancrage démocratique, et que la gauche ne fait pas contrepoids,.
Après les élections législatives israéliennes de 2022 qui voient le retour au pouvoir de Benyamin Netanyahou et la mise en place du gouvernement le plus à droite de l'histoire du pays, de nombreux observateurs anticipent de nouveau une dynamique illibérale à travers notamment l'adoption de la loi fondamentale sur la justice qui empêche la Cour suprême d'invalider une décision gouvernementale au motif de son caractère « déraisonnable »,,.

### Turquie
Recep Tayyip Erdoğan est parfois présenté comme illibéral,. Antoine Garapon considère que « l'illibéralisme d'Erdogan est une forme de démocratie débarrassée des droits de l'homme mais aussi de l'État de droit, une démocratie qui ne tarde pas à verser dans une tyrannie de la majorité. Celle-ci exerce une véritable dictature par la loi (en modifiant par exemple en un après-midi le nombre de juges de la Cour constitutionnelle) ».

### Venezuela
En juin 2018, l'historien Jérôme Perrier estime que le pouvoir chaviste au Venezuela se caractérise à la fois par un « illibéralisme économique foncier » et un « illibéralisme politique, tout aussi éclatant ». Il précise qu'« qu'à partir de 2007, la radicalisation du régime chaviste connaît une accélération évidente, qui va bientôt conduire le Venezuela à passer d'une démocratie illibérale à un véritable régime autoritaire, finalement très proche des vieilles dictatures communistes de l'époque de la Guerre froide ».
Selon l'universitaire Tom Long, le Venezuela se trouve « au cœur des tensions qui ont cours sur le continent latino-américain entre les forces libérales et illibérales », à travers le duel entre Nicolás Maduro et Juan Guaido.

## Dynamique mondiale

### L'illibéralisme comme symptôme du déclin économique
Dans Le Peuple contre la Démocratie (2018), Yascha Mounk considère que l'émergence des démocraties illibérales dans les années 2010 est le symptôme de l'échec des politiques des premières décennies du XXIe siècle, en particulier après la crise bancaire et financière de l'automne 2008. Concernant l'Europe centrale et orientale, Jacques Rupnik indique que « pour expliquer la régression démocratique », « la thèse la plus répandue est celle d'une société divisée entre les gagnants et les perdants de la transition post-1989. Elle met en lumière la répartition inégale des bénéfices de la croissance économique, et plus généralement, le contraste entre les grandes villes, les diplômés et la jeunesse, tous trois favorables à l'orientation libérale qui a prévalu ces deux dernières décennies, et un électorat plus rural, à la fois moins éduqué et plus âgé ».

### L'illibéralisme comme réaction à la mondialisation néolibérale
Pour certains auteurs, le progrès du capitalisme ou du néolibéralisme à l'échelle mondiale accompagne, voire explique celui de l'illibéralisme,.
Initialement forgé dans le contexte indien, le néologisme « néo-illibéralisme » décrit, selon l'économiste Reijer Hendrikse, « la mutation illibérale et la restauration du néolibéralisme transatlantique, marquées par des attaques sans gêne contre les contrôles, équilibres et droits constitutionnels. Elles sont l'œuvre d'élites néolibérales travaillant avec, et/ou adoptant les politiques et la rhétorique nativistes de la droite radicale ».
Selon Jean-Fabien Spitz, la démocratie illibérale comme « forme de régime politique qui survalorise la souveraineté populaire » serait « le signe d'une réaction des peuples contre les droits personnels et les mécanismes constitutionnels qui, de plus en plus, leur apparaissent comme des freins les empêchant de faire prévaloir leur aspiration, sinon à un niveau de vie en croissance, du moins à un partage équitable des fruits raréfiés de cette croissance, et les empêchant aussi de contrôler des élites qui tentent d'imposer leurs intérêts par le moyen d'une croissance faible et d'un processus de mondialisation dont elles seraient les seules bénéficiaires ».
Pour Fabien Escalona, chercheur et journaliste à Mediapart, la crise de 2008 a « marqué un tournant dans la perte de légitimité d'une classe politique acquise à la mondialisation néolibérale. Beaucoup de responsables de droite ont alors été tentés de prendre un virage identitaire, afin de diriger les frustrations populaires contre les minorités, les corps intermédiaires et la gauche cosmopolite, mais sans toucher aux prérogatives des milieux d'affaires et des détenteurs de capitaux. Les principes de la démocratie libérale sont doublement menacés par cette orientation : la première lame néolibérale, toujours active, dégrade les capacités du peuple censément souverain à faire valoir ses intérêts ; la seconde lame illibérale, qui n'est plus taboue, dégrade la protection de l'individu et de la société face à l'arbitraire ».
Selon Bernard Guetta, la transition des pays d'Europe centrale vers l'économie de marché, bien qu'ayant été « un succès incroyable », « a été obtenue, pendant une quinzaine d'années, à un tel prix social que la blessure de cette thérapie de choc est loin d'être cicatrisée », et ce « particulièrement en Pologne, moins en Hongrie » : « Dans une moitié de la population prévaut le sentiment, même si on ne le formule pas ainsi, que les communistes n'avaient pas tellement tort, que l'économie de marché est le triomphe des bandits et que la démocratie est le règne des plus riches », amenant « à l'éclosion, en Russie d'abord, puis en Hongrie et en Pologne, de cette idée de démocratie illibérale ». Dominique Moïsi estime quant à lui que « le rejet du traité constitutionnel européen par la France et par les Pays-Bas, en 2005, a été une étape importante dans la conquête des esprits » de l'illibéralisme.

### L'illibéralisme comme facteur de nouvelles fractures et coalitions

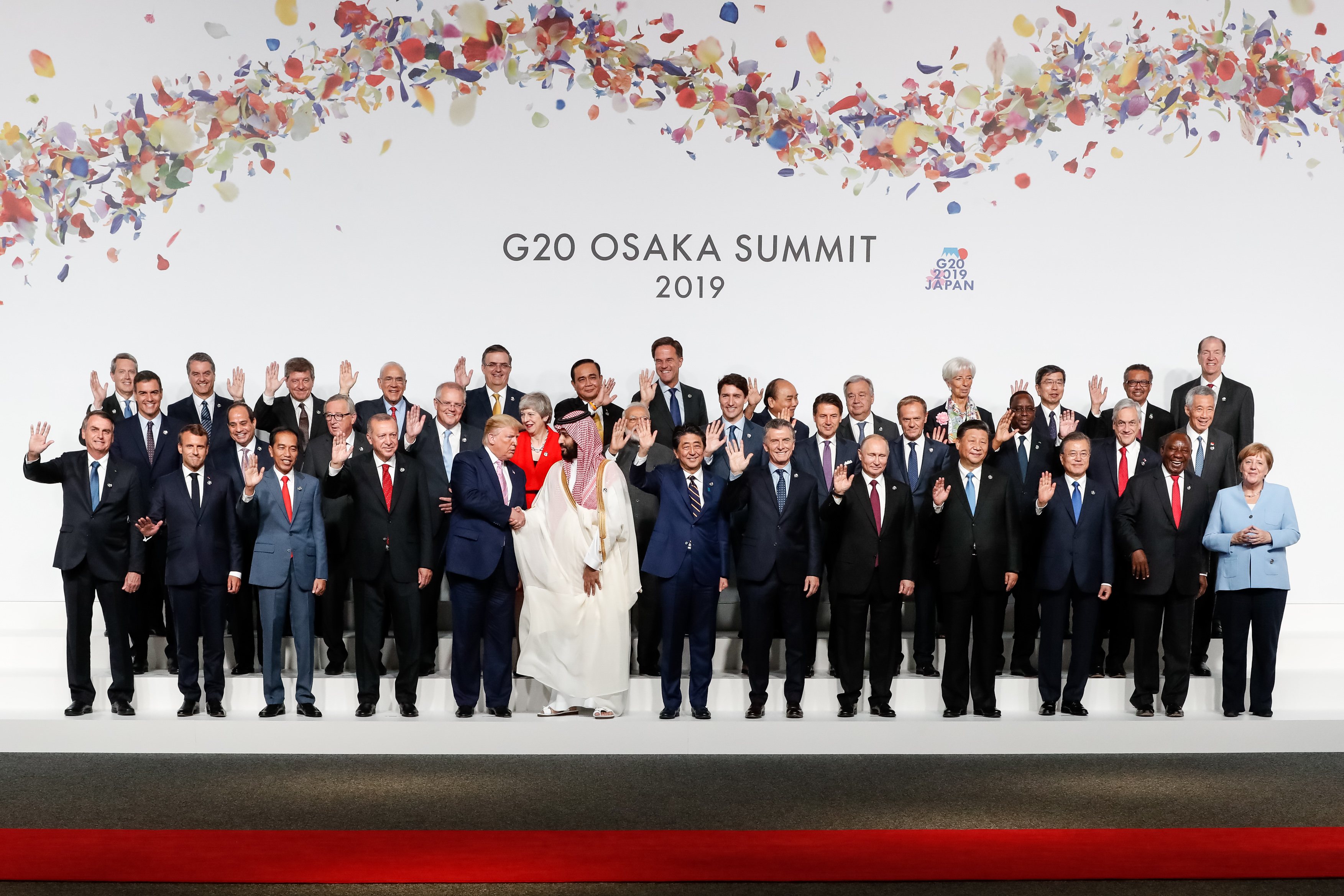
Photo de groupe des participants au sommet du G20 de 2019.

Frédéric Charillon estime qu'au moment du sommet du G20 de 2019, en incluant les États-Unis de Donald Trump, « les pays représentés par des dirigeants illibéraux, voire franchement autoritaires, sont neuf sur dix-neuf »,. Selon certains journalistes, ce sommet met au jour « la nouvelle fracture idéologique entre les leaders mondiaux "libéraux" et "illibéraux" », ou au contraire « la réinstallation au plus haut niveau de tous les gouvernements illibéraux, leur réintégration sans conditions dans le "concert des nations". »
À cette occasion, Vladimir Poutine déclare que « le libéralisme est obsolète » et que les valeurs libérales entrent « en conflit avec l'intérêt de la majorité écrasante de la population ». Emmanuel Macron réagit en faisant état d'un « désaccord irréductible » : il reconnaît que « les démocraties illibérales ou les régimes illibéraux peuvent donner le sentiment d'être plus efficaces que les démocraties libérales à certains moments, ils peuvent l'être parce qu'ils ont beaucoup plus de marge de manœuvre », mais affirme que cette efficacité est éprouvée « rarement sur la durée »,,.
En 2019, le politologue Zsolt Enyedi observe que les représentants qu'il distingue comme étant illibéraux et anti-libéraux tendent à se coaliser à l'échelle mondiale à travers ce qu'il présente comme une « Alliance impie » (Unholy Alliance), en dépit des inimitiés que certains se vouent entre eux.

### Le cas de l'Europe centrale et orientale
Selon le politologue Jean-Yves Camus, le développement de l'illibéralisme en Europe centrale et orientale « n'est compréhensible que replacée dans le contexte de l'histoire particulière de cette région » : il souligne la « constitution tardive [de ces pays] en États souverains, après des siècles de vassalisation, de brimades envers la culture nationale et de soulèvements populaires durement réprimés » ; leur « histoire démocratique très courte » ; ainsi que le rétrécissement de l'espace des pays d'Europe centrale, au cours du XXe siècle, ce qui expliquerait qu'ils « craignent pour leur survie et peuvent vouloir confier leur destin à des partis nationalistes ayant une vision organiciste de la société, c'est-à-dire fondée sur le triptyque de la langue, l'ethnie et la religion. »

## Débats sur la notion de «démocratie illibérale»

### Validité de la notion

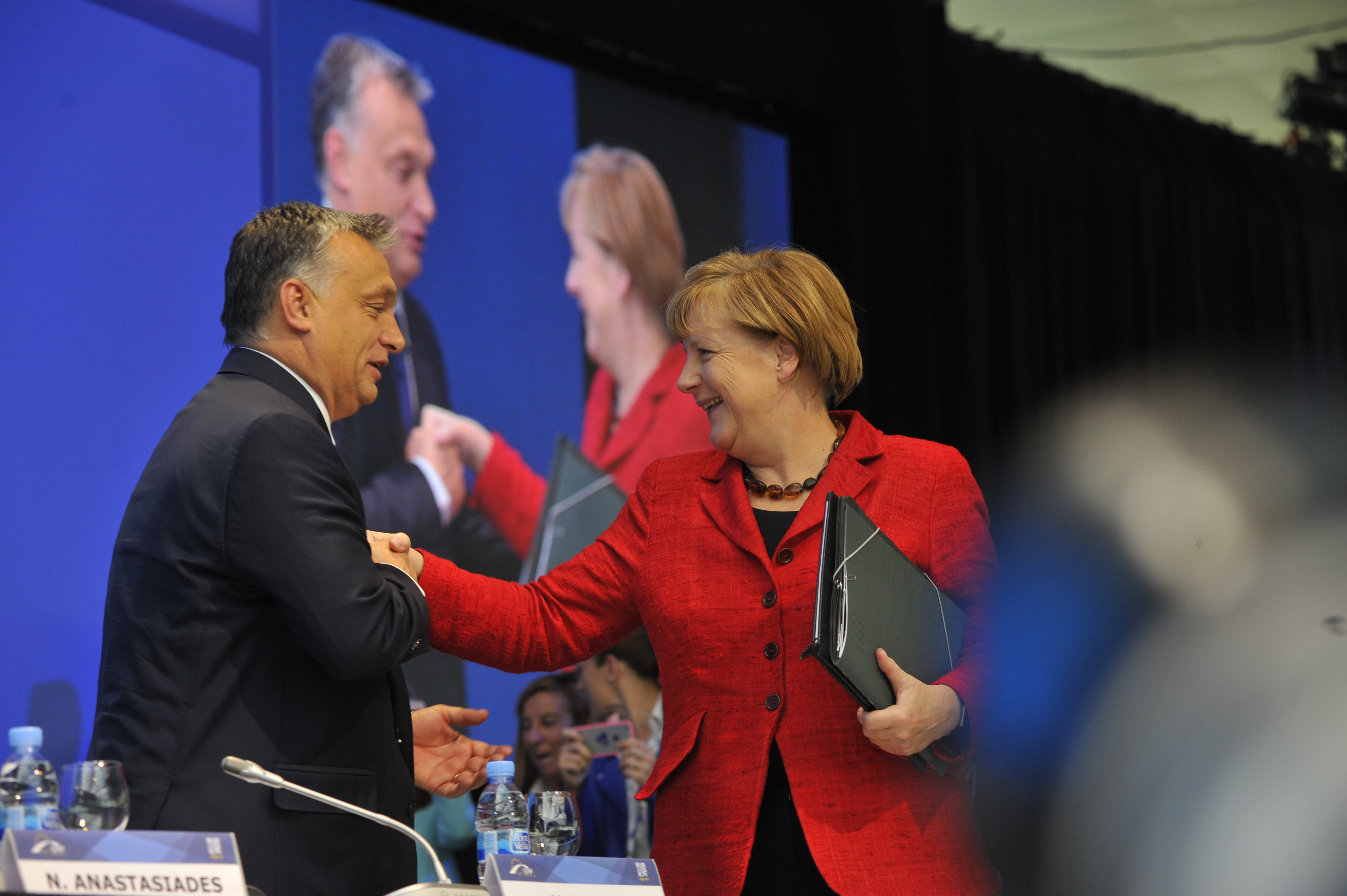
Angela Merkel contredit Viktor Orbán en 2015 en mettant en cause la validité de la notion de démocratie illibérale.

Certains observateurs, tels que Michaël Fœssel, mettent en cause la validité de la notion de « démocratie illibérale » et présentent la démocratie comme étant par définition pluraliste et protectrice des libertés fondamentales,. En visite en Hongrie en février 2015, Angela Merkel déclare ainsi en réponse à Viktor Orbán : « Honnêtement, "illibéral" et "démocratie" ne peuvent pas, selon moi, aller ensemble. Les racines de la démocratie sont toujours, entre autres, dans le libéralisme ». L'universitaire Didier Mineur estime que cette thèse, « empruntée à Claude Lefort », prend pour modèle la définition de la démocratie moderne donnée par ce dernier, alors que sa pensée « n'interdit [...] pas de penser une autre catégorie de démocratie que celle qui consacre le pluralisme et la liberté individuelle ». Didier Mineur estime quant à lui que « la démocratie illibérale existe bel et bien » dans le sens où « elle rompt, sinon avec le pluralisme politique, en tout cas avec le principe libéral de neutralité vis-à-vis de la pluralité des formes de vie. Ainsi apparaît-elle illibérale en un sens nouveau : non pas parce qu'elle dénie toutes les libertés, mais parce qu'elle rejette ce que les théoriciens du libéralisme politique appellent la priorité du juste sur le bien », selon les termes de la pensée de John Rawls.
Comme le relève Didier Mineur, « l'idée que la souveraineté populaire peut représenter un danger pour les libertés individuelles est au moins aussi ancienne que l'inquiétude des penseurs libéraux face à la montée du principe démocratique ». Il rappelle la distinction entre liberté positive et liberté négative produite par le philosophe Isaiah Berlin — la liberté négative signifie « être libre de toute contrainte et marque l'absence d'ingérence au-delà d'une frontière mouvante mais toujours reconnaissable », tandis que « le sens positif du mot liberté découle du désir d'un individu d'être son propre maître » —, et le fait qu'Isaiah Berlin « ne faisait aucune difficulté à admettre que la démocratie peut donc bel et bien restreindre certaines libertés – « négatives » –, sans pour autant trahir son concept ». Sur cette base, « sans doute la conception de Viktor Orbán ou de Jarosław Kaczyński peut-elle être rapportée au concept de liberté positive, dans la mesure où l'un comme l'autre revendiquent hautement la maîtrise collective du destin et l'intégrité culturelle de leurs peuples respectifs ; c'est bien au nom de cette souveraineté sur eux-mêmes qu'ils justifient les restrictions du pluralisme culturel comme les atteintes à l'État de droit ».
Dans son article de 1997, Fareed Zakaria caractérise un régime comme « démocratique » dès lors qu'il organise « des élections libres, multipartites et compétitives », et que la liberté de parole et de rassemblement est garantie. Il considère qu'« aller au-delà de cette définition minimale et cataloguer un pays comme démocratique seulement s'il garantit une liste exhaustive de droits sociaux, politiques, économiques et religieux revient à faire du mot démocratie une médaille d'honneur plutôt qu'une catégorie descriptive ». Pour faire écho à cette définition, l'universitaire Didier Mineur rappelle que selon le philosophe Jürgen Habermas, « les droits politiques de participation et les droits-libertés sont co-originaires ; les droits de l'homme, en effet, sont pour lui le medium indispensable à l'exercice des droits politiques ; or, s'il semble évident que la liberté d'opinion et de discussion sont des conditions de possibilité de la souveraineté populaire ainsi comprise, comme l'admettait également Zakaria, le lien avec les libertés qui garantissent l'existence d'une sphère privée – telles que la liberté de conscience, ou de l'orientation sexuelle – est plus incertain ». Fabien Escalona, chercheur et journaliste à Mediapart, estime que même en se limitant à la définition « minimale » de la démocratie comme « procédure de sélection, par des représentés, de représentants qui exercent le pouvoir à leur place », celle-ci se heurte au fait que ladite procédure de sélection, pour ne pas être biaisée, « exige des conditions qui sont précisément celles auxquelles s'attaquent les promoteurs assumés de la démocratie illibérale. Autrement dit, à supposer que la démocratie réellement existante se ramène à un marché sur lequel s'affrontent des entrepreneurs politiques, encore faut-il que la concurrence soit « libre et non faussée » – ce qui implique une presse libre et indépendante, l'absence de contrainte sur les électeurs, et la possibilité pour des opposants de s'organiser et de disposer d'un accès minimal à des ressources économiques et médiatiques ».
S'il considère que « l'argument d'autorité ne suffira pas à briser le pouvoir d'attraction de la notion », et que « la popularité du terme, y compris en termes d'analyse pure, tient à ce qu'il capture bien le caractère incontestablement hybride de nombreux régimes politiques », Fabien Escalona adresse d'autres critiques à la notion : « D'une part, elle risque de faire passer pour une variante de démocratie ce qui n'en est qu'une forme altérée, marquée par une involution autoritaire. D'autre part, elle est inadaptée à la diversité des mécanismes de « dé-démocratisation » à l'œuvre dans le pays censé l'incarner, à savoir la Hongrie. Enfin, elle est utilisée dans une construction rhétorique binaire, supposant que les démocraties libérales classiques sont préservées de la dégénérescence observée chez les autres. Or, de plus en plus de travaux soulignent la fragilité des démocraties dites "consolidées" (en référence à leur qualité et à leur ancienneté). »

L'universitaire Raphaël Demias-Morisset relève l'admiration de Fareed Zakaria, qui a diffusé le concept d'illibéralisme, pour le régime singapourien et son architecte, Lee Kuan Yew, alors même que celui-ci est également cité comme modèle par Viktor Orbán dans son discours de 2014 : 

« L'adhésion partagée par les opposants et les partisans de la démocratie illibérale au "modèle" singapourien associant priorité au développement économique et antilibéralisme politique montre ainsi que leur opposition est relative, et que leurs orientations politiques peuvent coïncider. À ce titre, le concept de démocratie illibérale semble donc si incohérent qu'il ne permet ni de distinguer régime autoritaire et régime démocratique ni de distinguer entre partisans et opposants au libéralisme. »

### Pertinence pour les cas hongrois et polonais
La pertinence de la notion de « démocratie illibérale » est également discutée quant à sa pertinence pour désigner les régimes hongrois et polonais. Selon Didier Mineur, « sans doute sont-ils travaillés par ce que Lefort appelait "le phantasme du peuple-un, la quête d'une identité substantielle, d'un corps social soudé à sa tête, d'un pouvoir incarnateur, d'un État délivré de la division", que connaissent les sociétés frappées par l'insécurité économique, ou la corruption des élites. Ils n'ont cependant pas encore largué toutes les amarres qui les rattachent à la démocratie pluraliste ; ainsi connaissent-ils toujours des élections concurrentielles, et en dépit d'un contrôle accru du pouvoir sur les médias, les libertés d'expression et de manifestation subsistent dans une certaine mesure, comme en témoignent les manifestations de décembre 2018 à Budapest. »
Jan-Werner Müller juge le terme illibéral « profondément trompeur » s'agissant de la Pologne et de la Hongrie, estimant que « ce n'est pas seulement le libéralisme qui est visé, mais la démocratie elle-même ». En ce sens, il craint que « loin d'être reçue comme une critique, l'expression renforce l'image de ces leaders comme des opposants au libéralisme, tout en leur permettant de continuer à qualifier leurs actions de « démocratiques » – ce qui, malgré toutes les déceptions du dernier quart de siècle, est toujours la condition la plus importante pour l'inclusion dans « l'Occident » géopolitique. En outre, l'expression « démocratie illibérale » confirme le point de vue selon lequel la démocratie est le domaine des gouvernements nationaux – et que c'est l'Union européenne qui pousse au libéralisme démocratique. Cela permet à des figures comme Kaczyński et Orbán de dépeindre l'UE comme l'agent du capitalisme sauvage et de la morale libertine,. »
Pour l'universitaire Ludovic Lepeltier-Kutasi, « l'illibéralisme sonne davantage comme un concept publicitaire que politologique, dans la mesure où il a été inventé de toutes pièces par les communicants de Viktor Orbán à un moment où celui-ci commençait à s'enliser dans une impopularité due à l'échec de sa politique économique et sociale et à l'éclatement de nombreuses affaires de corruption. […] Il a permis de transformer le chef d'un gouvernement banalement de droite, d'un petit pays sans véritable rôle géopolitique, en un gourou new age façon Don Quichotte, luttant avec grand bruit – mais sans réelle conséquence en vérité – contre des menaces imaginaires. « Réactionnaire » et « conservateur » suffisent largement à qualifier la réalité de l'horizon politique et idéologique du Fidesz au pouvoir en Hongrie, dans la mesure où l'opposition viscérale aux valeurs dites « progressistes » en reste l'un des principaux marqueurs. »